# Sylvie Baron
Pour les articles homonymes, voir Baron.
Sylvie Baron, née le 20 juillet 1956 à L'Isle-Adam (Val-d'Oise), est une autrice française de romans policiers.

## Biographie
Sylvie Baron est professeur agrégé d’économie et gestion au lycée Pissarro de Pontoise. Elle publie, en collaboration, plusieurs manuels d'économie et management pour les éditions Hachette.
En 2009, elle suspend sa carrière, s'installe à Neuvéglise-sur-Truyère dans le Cantal et se lance dans l'écriture de fiction. Elle se spécialise dans le whodunit et le cosy crime. La plupart des intrigues de ses romans policiers se déroulent dans le Cantal d’aujourd’hui considérant que « Le paysage n’est pas qu’une toile de fond, c’est un protagoniste même du récit ». 

## Œuvre

### Romans
- Le Locataire, Paris, Éditions Velours, 2009, 262 p.  (ISBN 978-2-35167-213-6)
- Le Secret de la Truyère, avec Claire Baron, Villeneuve-sur-Lot, Les éditions du Bord du Lot, 2010, 183 p.  (ISBN 978-2-35208-035-0). Réédition aux Éditions De Borée (col. Terre de poche) septembre 2020  (ISBN 978-2-8129-3224-3)
- Les Justicières de Saint-Flour, Villeneuve-sur-Lot, Les éditions du Bord du Lot, 2012, 265 p.  (ISBN 978-2-8129-2312-8), Prix du roman Bord du Lot 2012. Réédition aux Éditions De Borée sous le titre Deux Justicières septembre 2022  (ISBN 978-2812927744)
- L’Étrange Locataire de madame Eliot, Villeneuve-sur-Lot, Les éditions du Bord du Lot, 2012, 185 p.  (ISBN 978-2-35208-098-5) (réédition du roman Le Locataire). Réédition aux Éditions De Borée (col. Terre de poche) février 2022  (ISBN 978-2-8129-28383)
- Le Silence des hautes terres, Villeneuve-sur-Lot, Les éditions du Bord du Lot, 2013, 265 p.  (ISBN 978-2-35208-110-4), Prix Claude Favre de Vaugelas 2014, réédition Poche De Borée.  Septembre 2018  (ISBN 978-2-8129-2312-8). Publication en feuilleton quotidien dans les journaux du groupe Centre-France entre septembre 2020 et février 2021.Réédité par De Borée en novembre 2023
- Un été à Rochegonde, Paris, Éditions Calmann-Lévy, coll. « France de toujours et d’aujourd'hui », 2014, 244 p.  (ISBN 978-2-7021-5595-0). Éditions Le Grand Livre du mois 2015. Éditions Libra Diffusio , 2015, 365 p,  (ISBN 978-2-84492-744-6)
- Les Ruchers de la colère, Paris, Éditions Calmann-Lévy, coll. « France de toujours et d’aujourd'hui », 2015, 288 p.  (ISBN 978-2-7021-5731-2)[3]. Éditions Libra Diffusion, 2016, 317p   (ISBN 978-2-84492-810-8) , Sélection du livre Éditions du Reader's Digest, 2016, Éditions  Le Livre de Poche, 2016,  Prix du salon "La Plume et la Lettre" 2015
- L’Auberge du pont de Tréboul, Paris, Éditions Calmann-Lévy, coll. « France de toujours et d’aujourd'hui », 2016, 300 p.  (ISBN 978-2-7021-5812-8). Éditions Libra Diffusio 2017
- L'Héritière des Fajoux, Paris, Éditions Calmann-Levy, coll.  " France de toujours et d'aujourd'hui", 2017, 307 p. (ISBN 978-2-7021-5955-2) , Prix Arverne 2017  Prix Lucien Gachon 2018.  Éditions Libra Diffusio 2018
- Rendez-vous à Bélinay , Éditions Calmann-Levy, coll. " France de toujours et d'aujourd'hui", 2018, 320 p.  (ISBN 978-2-7021-6056-5). Éditions Libra Diffusio 2019. Prix littéraire Régional Panazo 2019 (Limousin)
- Le Cercle des derniers libraires , Éditions De Borée, 2018, 260 p.  (ISBN 978-2-8129-2311-1). Prix littéraire régional des Lycéens 2019 (Lycée Paul Eluard St Junien Haute Vienne). Réédition aux Éditions J'ai lu, septembre 2020  (ISBN 978-2-290-23846-2). Réédition aux Editions J'ai lu en format "collector" novembre 2021 (ISBN 978-2-290-36094-1). Histoire d'une jeune créatrice d'une association de défense de la librairie indépendante, qui croise la route de la victime d'un accident de vélo, l'ex-champion Adrien Darcy, à qui le rédacteur en chef de La Montagne demande de mener l'enquête sur trois mystérieux meurtres commis en trois mois sur des libraires[4].
- Terminus Garabit, Éditions Calmann-Levy, coll. " Calmann-Levy Territoires", 2019, 336 p.  (ISBN 978-2-7021-6354-2)[5]
- Un coin de parapluie, Éditions Calmann-Levy, coll. " Calmann-Levy Territoires", février 2020, 320 p.  (ISBN 978-2-7021-6174-6) Réédition aux Éditions J'ai Lu sous le titre "Le parapluie de la discorde"  septembre 2021  (ISBN 978-2-2903-6004-0)
- Impasse des Demoiselles, Éditions De Borée septembre 2020  (ISBN 978-2-8129-3223-6)  Réédition aux Éditions J'ai Lu sous le titre "Le pacte des filles du volcan"  septembre 2022      (ISBN 2-2903-7819-4)
- Une Miss pas comme les autres , Editions Calmann-Levy, février 2021 (ISBN 978-2-7021-8003-7) Éditions Libra Diffusio Avril 2022.Réédition aux Editions J'ai Lu en septembre 2023
- Des noces en or, Éditions Calmann-Levy, février 2022 (ISBN 978-2-7021-8287-1). Reédition aux éditions J'ai Lu en septembre 2023
- Les Petits Meurtres du mardi, Éditions Calmann-Levy, 2023. Réédition aux Editions J'ai Lu en septembre 2024.
- Les Petits Meurtres du Tricot Club .Tome 1: Un hôte bien encombrant, Éditions Calmann-Levy, 2023
- Les Petits Meurtres du Tricot Club . Tome 2 : Une affaire de cœurs, Éditions Calmann-Levy, 2024
- Les Petits Meurtres du Tricot Club . Tome 3 : Un Noël semé d'embuches, Éditions Calmann-Levy, 2024
- Le Cercle des derniers libraires  tome 2 La librairie de tante Emma,  Éditions J'ai lu 2025

### Autres ouvrages
- Économie générale, Paris, Hachette, coll. « Technique », 2001 (en collaboration avec Jean-Bernard Ducrou et Isabelle Destrez)
- Économie d'entreprise, Paris, Hachette, coll. « Technique », 2002 (en collaboration avec Jean-Bernard Ducrou)
- Économie - Terminale STG, Paris, Hachette, coll. « Technique », 2005 (en collaboration avec Frédéric Larchevêque et Claude Nava)
- Management des organisations, Paris, Hachette, coll. « Technique », 2006 (en collaboration avec Jean-Bernard Ducrou)
- Économie - 1er STG, Paris, Hachette, coll. « Technique », 2007 (en collaboration avec Frédéric Larchevêque et Claude Nava)
- Mémoire de nos villages Pays de Neuvéglise, Pierrefort, Saint-Flour aux Éditions du Bord du Lot (2015). Ouvrage réalisé par l'atelier d'écriture animé par Sylvie Baron

### Divers
- « Le Cantal sauvagissime », Pleine vie de mars 2015
- « La reine du thriller cantalou nous fait découvrir sa région », Fémitude no 38, décembre 2015-février 2016
- «  Les Dernières tendances du noir », par Isabelle Lesniack, Les Échos week-end du 30 mars 2018